# Exchange Is No Robbery
Exchange Is No Robbery è un cortometraggio muto del 1898 diretto e interpretato da Cecil M. Hepworth. Fu uno dei primi film prodotti dalla casa di produzione nata quell'anno a Londra, fondata dal regista insieme al cugino Monty Wicks.

## Trama
Un vagabondo ruba i vestiti di un bagnante lasciando in cambio i suoi.

## Produzione
Il film fu prodotto dalla Hepworth.

## Distribuzione
Distribuito dalla Warwick Trading Company, il film - un cortometraggio della lunghezza di 15,24 metri - uscì nelle sale cinematografiche britanniche nel settembre 1898.
Non si hanno altre notizie del film che si ritiene perduto, forse distrutto nel 1924 quando il produttore Cecil M. Hepworth, ormai fallito, cercò di recuperare l'argento del nitrato fondendo le pellicole.